# RheinEnergieStadion
O RheinEnergieStadion é um estádio de futebol da cidade de Colônia/Cologne, na Alemanha. É a sede do 1. FC Köln, time alemão que disputa a Bundesliga.
O primeiro estádio no local foi o Müngersdorfer Stadion, inaugurado em 16 de Setembro de 1923. Com isso, o futebol passou a crescer na região. A Seleção Alemã de Futebol jogou pela primeira vez no estádio em 20 de Novembro de 1927 contra a Países Baixos: empate em 2 a 2. Desde então, foram dezenove partidas no estádio e apenas uma derrota.
Outro jogo marcante nesse estádio logo após a Segunda Guerra Mundial. O 1. FC Nürnberg bateu o 1. FC Kaiserslautern por 2 a 1, diante de 75 mil torcedores.
A cidade se candidatou para ser uma das sedes da Copa do Mundo de 1974, com um projeto para o Müngersdorfer Stadion com 80.000 lugares. Com a falta de recursos e, consequentemente, atrasos nas obras, o projeto foi abandonado. Em 12 de Novembro de 1975 o estádio, com 61.000 lugares, foi inaugurado, num jogo do 1. FC Köln contra o SC Fortuna Köln: Vitória do FC Köln por 1 a 0.

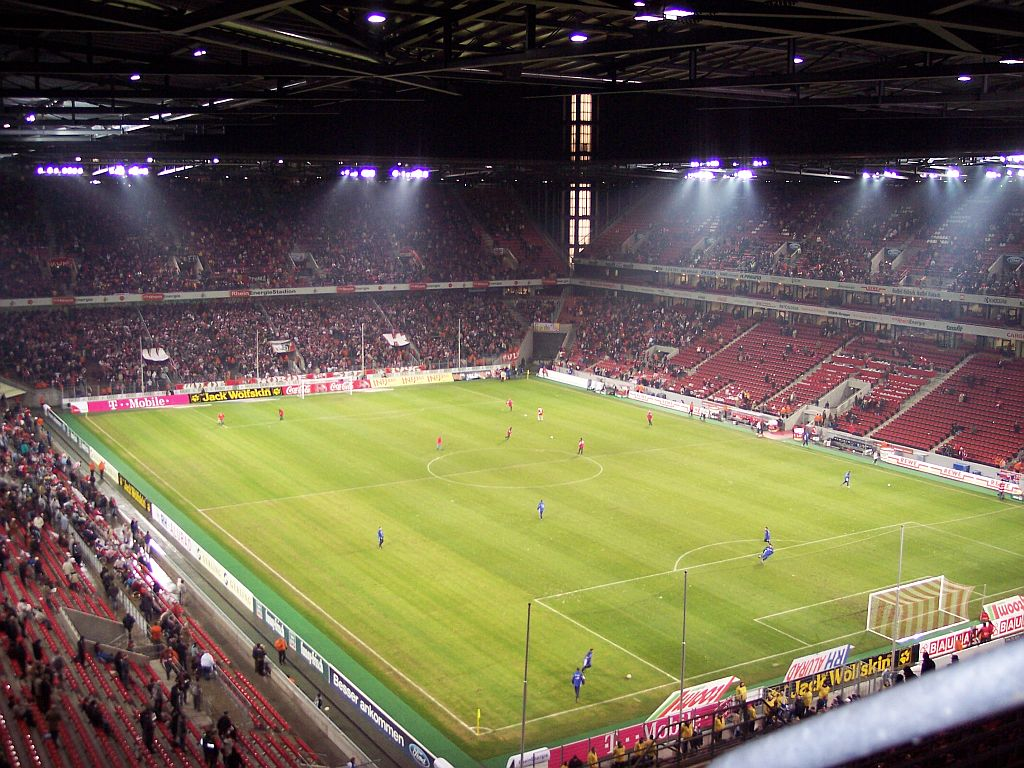
Interior do Estádio

A reforma de 2003 (projeto: gmp) reduziu a capacidade para 50.997 lugares (jogos locais) e 46.134 (jogos internacionais).
Recebeu jogos da Copa das Confederações de 2005 (entre eles, o jogo de abertura Argentina 2 - 1 Tunísia), alguns jogos da Copa da UEFA e, mais recentemente, cinco jogos da Copa do Mundo de 2006.

## Jogos da Copa do Mundo de 2006
| Data        | Equipe #1  | Placar                     | Equipe #2 | Grupo            |
| ----------- | ---------- | -------------------------- | --------- | ---------------- |
| 11 de junho | Angola     | 0 – 1                      | Portugal  | Grupo D          |
| 17 de junho | Tchéquia   | 0 – 2                      | Gana      | Grupo E          |
| 20 de junho | Costa Rica | 1 – 2                      | Polónia   | Grupo A          |
| 23 de junho | Togo       | 0 – 2                      | França    | Grupo G          |
| 26 de junho | Suíça      | 0 – 0 (0 - 3 nos Penâltis) | Ucrânia   | Oitavas-de-final |

## Eurocopa de 2024
O estádio sediou os seguintes jogos da Campeonato Europeu de Futebol de 2024.
| Data        | Hora  | 1ª equipe  | Placar | 2ª equipe | Fase             | Público |
| ----------- | ----- | ---------- | ------ | --------- | ---------------- | ------- |
| 15 de junho | 15:00 | Hungria    | 1 – 3  | Suíça     | Grupo A          | 41.676  |
| 19 de junho | 21:00 | Escócia    | 1 – 1  | Suíça     | Grupo A          | 42.711  |
| 22 de junho | 21:00 | Bélgica    | 2 – 0  | Romênia   | Grupo E          | 42.535  |
| 25 de junho | 21:00 | Inglaterra | 0 – 0  | Eslovênia | Grupo C          | 41.536  |
| 30 de junho | 21:00 | Espanha    | 4 – 1  | Geórgia   | Oitavas de final | 42.233  |

## Concertos
Michael Jackson se apresentou no estádio três vezes. A primeira foi em 3 de julho de 1988, durante o Bad World Tour, a segunda em 11 de julho de 1992, durante o Dangerous World Tour e a terceira foi em 7 de junho de 1997, durante o World History Tour. O cantor se apresentou para mais de 195.000 fãs neste estádio.
Os Rolling Stones fizeram um show no local de 4 a 5 de julho de 1982 na The Rolling Stones European Tour 1982. A banda tocou com Peter Maffey e também com a J. Geils Band.
A banda de hard rock americana Guns 'N Roses tocou no estádio em maio de 1992 e junho de 1993 durante seus dois anos e meio de duração do Use Your Illusion Tour.
Tina Turner tocou em um show com ingressos esgotados (60.288 / 60.288) no estádio em 28 de julho de 2000 como parte de sua turnê Twenty Four Seven.
a banda norte-americana Bon Jovi se apresentou no estádio em 20 de junho de 2001 durante a turnê One Wild Night Tour e doze anos depois em 23 de junho de 2013 como parte da turnê Because We Can Tour.
AC/DC se apresentou no local em 8 de julho de 2001 durante a Stiff Upper Lip World Tour e em 19 de maio de 2009 como parte do Black Ice World Tour.
A cantora de pop rock P! Nk se apresentou em 29 de maio de 2010 durante seu Funhouse Summer Carnival.
Bruce Springsteen se apresentou no dia 27 de maio de 2012 durante sua Wrecking Ball World Tour em frente a uma plateia lotada de 40.417 fãs.
Coldplay fez um show no estádio em 4 de setembro de 2012 como parte de sua turnê Mylo Xyloto Tour.
A banda de rock alemã Unheilig realizou seu show final no estádio em 10 de setembro de 2016.
Rihanna se apresentou aqui em 28 de julho de 2016 para o Anti World Tour.